# عادل معيزة
عادل معيزة (ولد في 18 مارس 1983-) لاعب كرة قدم جزائري، لعب مع وفاق سطيف وتألق معه وحصل معه على البطولة الجزائرية وكأس دوري أبطال العرب.ثم انتقل في تجربة احترافية قصيرة في الدوري السعودي مع نادي أهلي جدة وحصل معه على كأس الخليج للأندية موسم 2008. ليعود للعب ولكن هذه المرة مع اتحاد عنابة. واختير كأحد العناصر في المنتخب الوطني بقيادة المدرب رابح سعدان ولكن رغم تالقه الا انه لم يثبت ولم يحظى بمكانته بالمنتخب الوطني الجزائري .يلعب حاليا مع اتحاد عنابة بعدما انتهى عقد احترافه مع الاهلي السعودي الدي اثبت عادل معيزة بانه لاعب من طينة الكبار.